# Svein Weltz
Svein Weltz (28 luglio 1936) è un ex calciatore norvegese, di ruolo portiere.

## Carriera

### Club
Weltz vestì la maglia del Frigg.

### Nazionale
Conta 2 presenze per la Norvegia. La prima di queste, fu datata 4 novembre 1959: giocò infatti nella sconfitta per 7-1 contro l'Paesi Bassi.